# عزیزجان غنی‌اف
عزیزجان غنی‌اف (انگلیسی: Azizjon Ganiev؛ زادهٔ ۲۲ فوریهٔ ۱۹۹۸) بازیکن فوتبال اهل ازبکستان است.
از باشگاه‌هایی که در آن بازی کرده‌است می‌توان به باشگاه فوتبال نسف قرشی اشاره کرد.
وی همچنین در تیم‌های ملی فوتبال زیر ۲۳ سال ازبکستان و ازبکستان بازی کرده‌است.